# Northeim (distrito)
Northeim é um distrito (Kreis ou Landkreis) da Alemanha localizado no estado de Baixa Saxônia.

## Cidades e municípios
|                                                                                       |                                                                                  |
| Cidades                                                                               | Municípios                                                                       |
| 1. Bad Gandersheim 2. Dassel 3. Einbeck 4. Hardegsen 5. Moringen 6. Northeim 7. Uslar | 1. Bodenfelde 2. Kalefeld 3. Katlenburg-Lindau 4. Kreiensen 5. Nörten-Hardenberg |